# Mirna Peč
Mirna Peč (em alemão:  Hönigstein) é um município da Eslovênia. A sede do município fica na localidade de mesmo nome.